# Сильвестр (Морар-Андрієвич)
Сильвестр Андрієвич-Морар (рум. Silvestru Morariu Andrievici; нар. 26 січня 1818, Мітоку-Драгомірней — 3 квітня 1895, Чернівці) — церковний діяч на Буковині, родом із Галичини, у 1880—1895 роках православний митрополит Буковини, українофоб, румунізатор буковинської православної церкви.

## Біографія
Сильвестр Андрієвич-Морар народився 1818 року в селі Миток-Драгомирна Дністрянського повіту, у родині румунізованого священика. Вивчивши богословські науки в Чернівцях, він вступає в шлюб, а 28 липня 1846 року приймає пресвітерський сан. Незабаром був призначений на парафію в село Чагор Чернівецького повіту, де перебував до 1862 року. Після чого призначений викладачем у Чернівецькій духовній семінарії та одночасно регентом місцевої консисторії. Через чотири роки був визначений у ній консисторським радником. У 1874 році після смерті дружини, вступає до монастиря і приймає чернецтво з ім'ям Сильвестра. Незабаром був зведений в сан архімандрита і призначений намісником монастиря. У 1877 році призначається консисторським архімандритом і генеральним вікарієм Буковинської митрополії.
12 березня 1880 року найвищим рішенням імператора Австро-Угорщини призначений митрополитом Буковинським. 6 квітня того ж року висвячений на єпископа в церкві Святої Трійці у Відні. З 27 квітня вступив в управління Буковинської митрополії. У перші п'ять років управління митрополит Сильвестр не мало сприяв румунізації українського православного духовенства та введення румунської мови в богослужіння в парафіях з українським населенням. Але зустрівши сильний опір з боку українців, а також усвідомивши шкоду від крайнощів націоналізму в справах чисто церковних, він став ревним захисником православ'я зважаючи на вороже ставлення до нього з боку місцевої польсько-латинської пропаганди. У спростування нападок на православну церкву в Буковині митрополит Сильвестр склав дві брошури, під назвою «Апології».
За його наказом скликаний був у 1891 році церковний конгрес для обговорення питань щодо внутрішнього управління справами православної церкви в Буковині. Ревно боровся проти так званої українофільської пропаганди і «фонетичного» правопису, клопотав про заснування на чернівецькому богословському факультеті кафедри церковнослов'янської мови. За 15-річне управління єпархією митрополита Сильвестра було споруджено в Буковині 70 нових православних храмів, 60 з яких до освячені особисто самим архіпастирем. 1893 року урочисто відсвяткований був 50-річний ювілей служіння митрополита Сильвестра у священному сані і разом 20-ю річницею заснування Буковинсько-долматинської митрополії, з резиденцією в Чернівцях.
Помер митрополит Сильвестр, після тривалої хвороби легенів, на другий день великодніх свят, 3 квітня 1895 року. Останки преосвященного Сильвестра поховані на міському кладовищі в митрополичій усипальниці.